# 极北朱顶雀

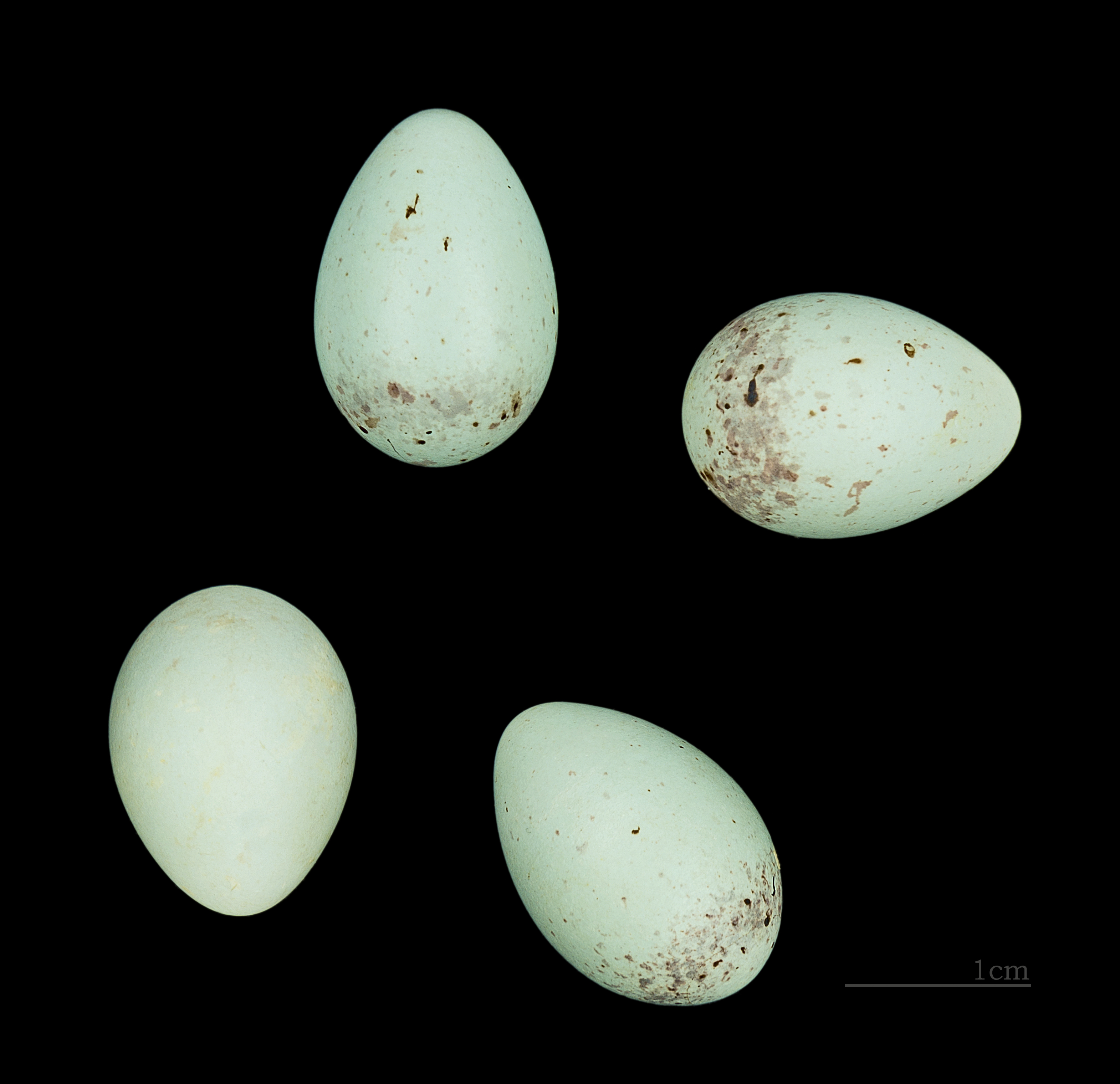
Carduelis hornemanni exilipes

极北朱顶雀（学名：Acanthis hornemanni）为雀科金翅雀属的鸟类。分布于近北极地区、从格陵兰至拉普兰、西伯利亚、阿拉斯加、蒙古、日本以及中国大陆的东北、宁夏、甘肃、新疆等地，多生活于平原的草地和灌丛、丘陵和山谷的多草的柳丛、白桦林、幼矮针叶树丛及一些杂木林缘等。该物种的模式产地在格陵兰。

## 亚种
- 极北朱顶雀北方亚种（学名：Acanthis hornemanni exilipes）。分布于俄罗斯苔原、阿拉斯加、日本以及中国大陆的东北、内蒙古、甘肃、新疆等地。该物种的模式产地在北美洲的辛普森堡。[3]